# Compañía del Camino de Hierro de Barcelona a Mataró
La Compañía del Camino de Hierro de Barcelona a Mataró, aussi connue sous le nom de Camino del Este de Barcelona, fondée le 6 juin 1845, cette compagnie a construit la première ligne chemin de fer de la péninsule ibérique entre Barcelone et Mataró. En 1862, elle fusionna avec les Compañía de los caminos de hierro del Norte dans le but d'atteindre Gérone. 

## Histoire

### Origines
Les origines du chemin de fer en Catalogne remontent à la première moitié du XIXe siècle. Le premier chemin de fer construit en Espagne se trouvait entre Güines et La Havane à Cuba (alors une colonie espagnole). Là-bas, il y avait Miquel Biada i Bunyol, un mataroní qui avait fait "les Amériques" avec succès et était l'un des invités à l'ouverture. Voyant les avantages de ce nouveau moyen de transport, il propose de relier sa ville natale (Mataró) à Barcelone.   
À son retour en Catalogne, son projet n’a pas suscité beaucoup d’intérêt, car il a été contraint de voyager à l’étranger pour obtenir le financement nécessaire. À Londres, il a rencontré un de ses amis marchands, Josep Maria Roca i Cabanes. Roca a adoré le projet et a utilisé ses contacts pour trouver le financement. En 1843, alors qu'ils avaient déjà le projet « encarrilat », ils demandèrent la concession du chemin de fer au gouvernement, qui fut accordée le 13 août 1843.  

### Fondation de la compagnie
Après que Biada eut à lutter durement et à surmonter beaucoup de méfiance, la Compañía del Camino de Hierro de Barcelona a Mataró est créée, le 6 juin 1845 devant un notaire à Barcelone.

### Inauguration du chemin de fer
Enfin, la première ligne de chemin de fer de la péninsule ibérique ouvrit le 28 octobre 1848, fortement attendue. Mais, Miquel Biada n’a pas pu voir son projet se réaliser puisqu'il est décédé quelques mois plus tôt.  

## Galerie de photographies

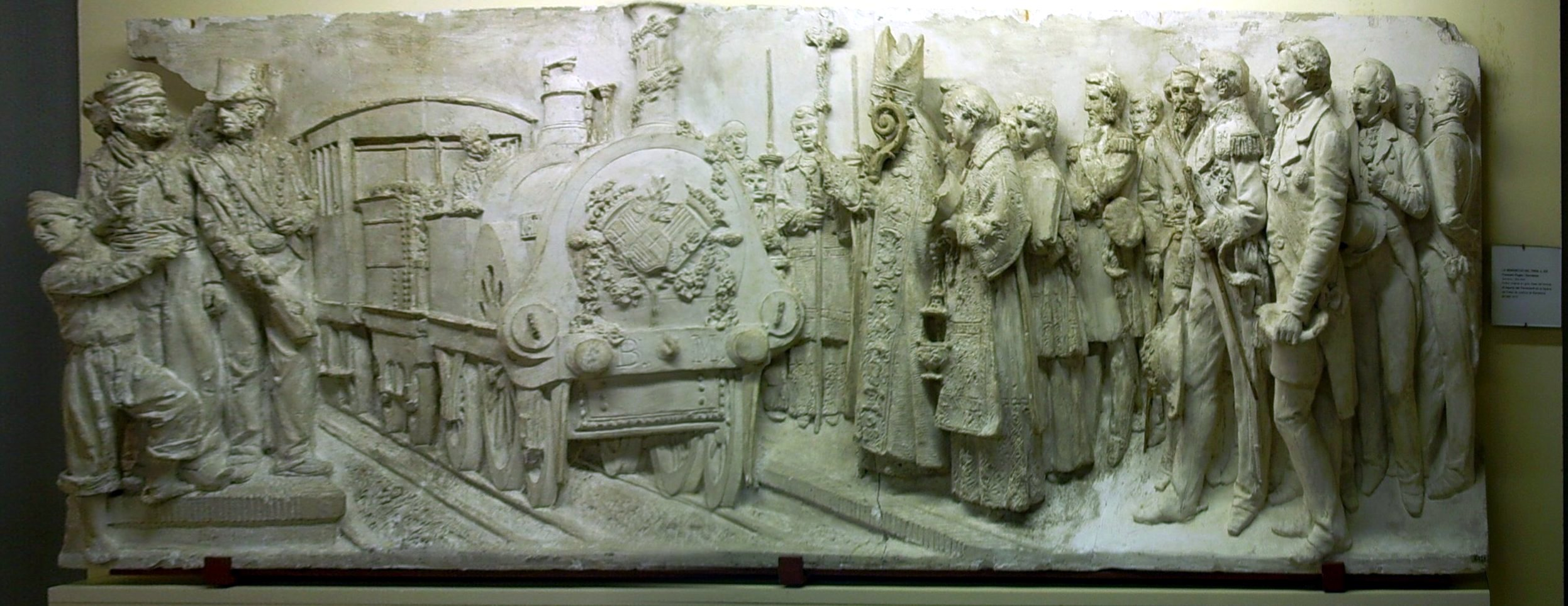
La Benedicció del tren, (XIXe siècle), Francesc Pagès i Serratosa (Barcelone, 1852-1899) Relief original en plâtre, socle de l'allégorie du chemin de fer en bronze sur la façade du palais de justice de Barcelone. Il est conservé au musée Mataró (numéro de catalogue MCMM 5415).
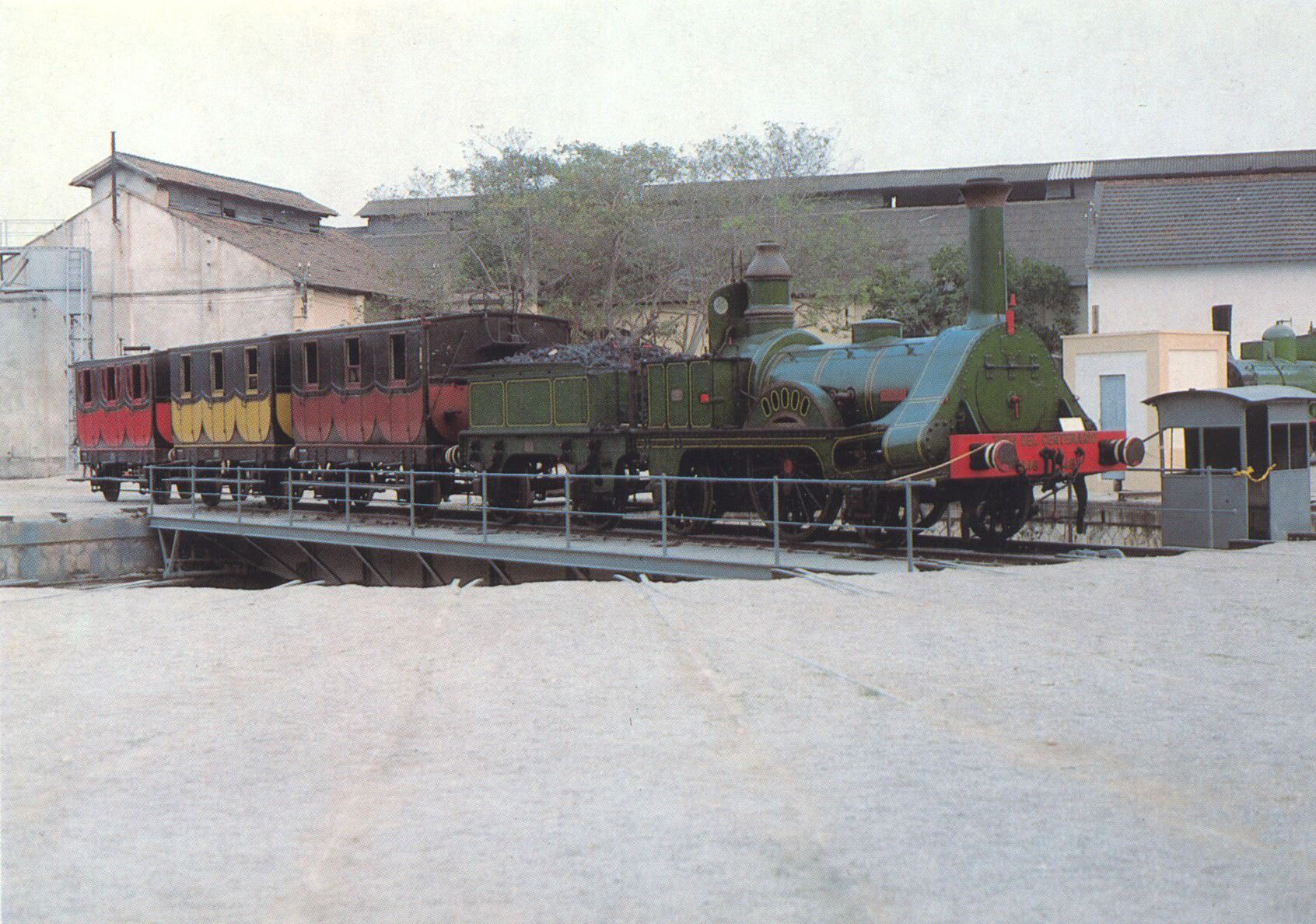
En 1948, pour célébrer le centenaire du premier chemin de fer de la péninsule, une réplique de « la Mataró » fut construite, la première locomotive qui a circulé. Elle est actuellement au musée ferroviaire de Vilanova i la Geltrú.